# メルタンシン
メルタンシン（Mertansine、DM1）は、チオール基を有するマイタンシン類であり、チオール基とリンカー構造との反応によりモノクローナル抗体と結合して抗体薬物複合体（ADC）となり、治療目的に使用される。SMCC（リンカー）と結合した分子構造はエムタンシンと呼ばれる（後述）。

## 作用機序
メルタンシンは、有糸分裂阻害薬であり、微小管（リゾキシン結合部位）に結合することにより微小管の集合を阻害する。
モノクローナル抗体は、腫瘍に存在する構造（通常はタンパク質）に特異的に結合するため、メルタンシンを腫瘍細胞に誘導することができる。この概念は分子標的治療と呼ばれている。

## 応用例

メルタンシンとモノクローナル抗体(mab)の結合例。左の黒の構造式(アセチル基まで)がマイタンシン、赤の部分までを含めるとメルタンシンとなる。リンカーとなる4-メルカプト吉草酸は青で示されている。

以下の薬剤（実験薬）は、モノクローナル抗体と細胞障害性物質であるメルタンシンを組み合わせた抗体薬物複合体（ADC）の例である。メルタンシンは4-メルカプト吉草酸を経由して連結されている。
- ビバツズマブ メルタンシン（英語版）：抗CD44v6抗体
- カンツズマブ メルタンシン（英語版）：抗体CanAg[注 1]抗体[3]
- ロルボツズマブ メルタンシン（英語版）：抗CD56抗体[4]

## エムタンシン

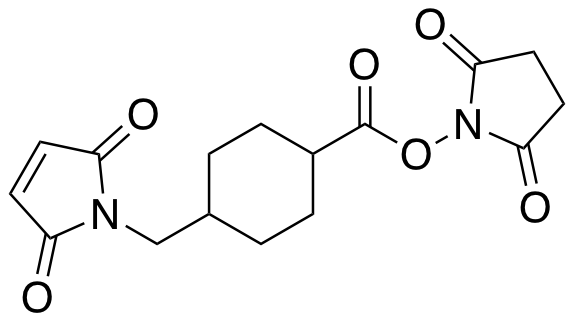
SMCCの構造式

DM1は、より複雑な構造の4-(3-メルカプト-2,5-ジオキソ-1-ピロリジニルメチル)シクロヘキサンカルボン酸（SMCC）を介して結合することもでき、この場合、形成される結合体の国際一般名にはエムタンシン（emtansine）という言葉が含まれる。SMCCという略語は化学名N-succinimidyl 4-(N-maleimidomethyl)cyclohexane-1-carboxylateから来ているが、抗体との結合の際にスクシンイミジル基は除かれるので、リンカーとして機能する段階ではイミド基は1つしか含まれていない。
- トラスツズマブ エムタンシン（T-DM1）：抗HER2/neu抗体[7][8]

トラスツズマブ エムタンシンではSMCCがリンカーとして用いられている。